# Дуго путовање у Јевропу
Дуго путовање у Јевропу је српска позоришна представа коју је режирао Егон Савин према сценарију Стевана Копривице.

## Радња
Ова комедија је смештена на Двору Књаза Николе на Цетињу, у тек ослобођеној Црној Гори од Турака. Историјско покриће имају два догађаја: избор лепотице за учешће на светској изложби у Лондону и обрачун Књаза са својим политичким противницима.

## Улоге
| Глумац          | Улога                   |
| --------------- | ----------------------- |
| Лазар Ристовски | Књаз Никола Петровић    |
| Добрила Илић    | Књегиња Милена Петровић |
| Миле Станковић  | Секретар Миловић        |
| Милан Ерак      | Стојан Лекић            |
| Драгослав Илић  | Сердар Јoко             |
| Божидар Стошић  | Војвода Машан           |
| Петар Перишић   | Војвода Ђуро            |
| Саво Радовић    | Сердар Јанко            |
| Милан Плештина  | Војвода Милан           |
| Иван Шебаљ      | Новинар ФИГАРО-а        |